# Vehicle-to-grid

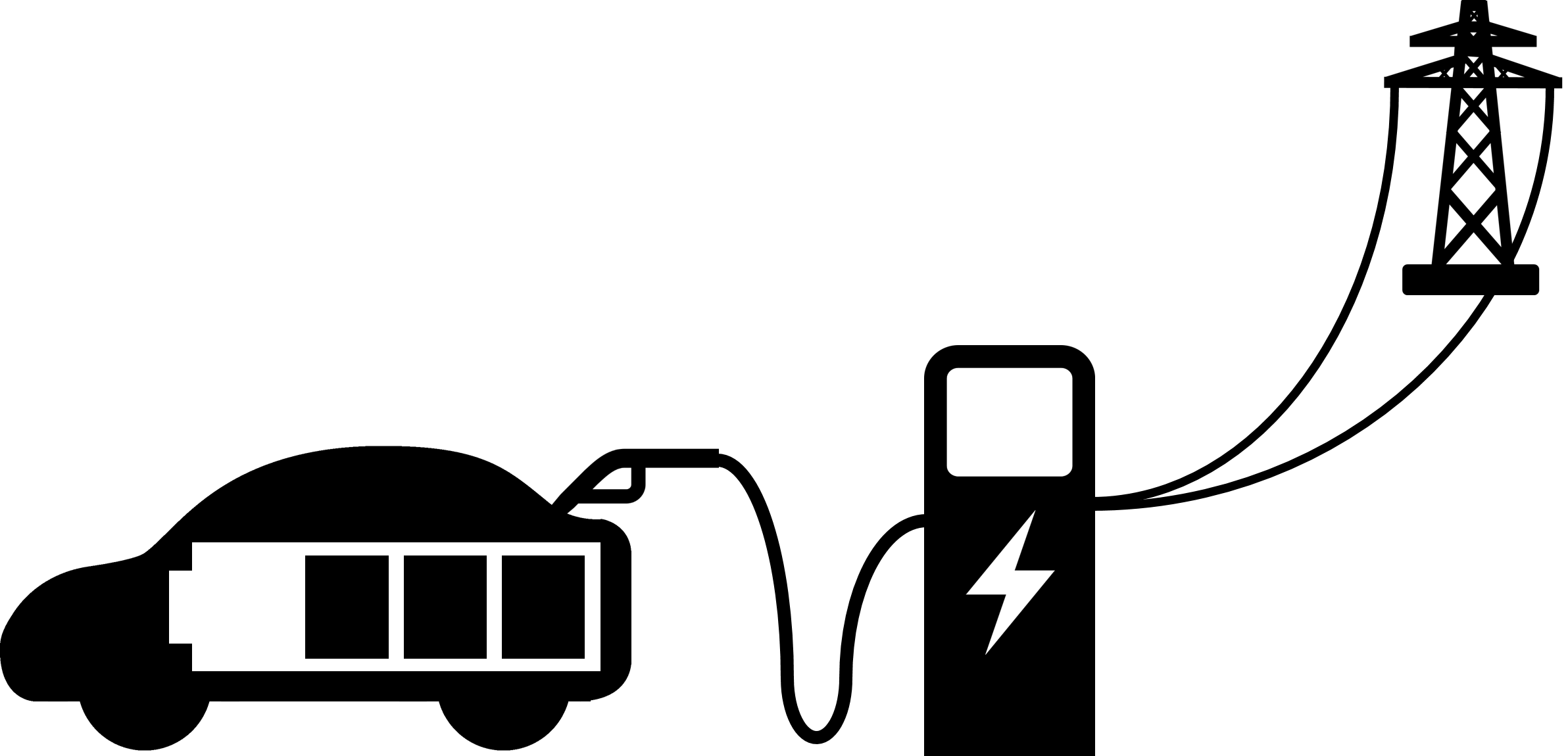
Een schematische weergave van een elektrische auto als leverancier voor het lichtnet (V2G, of Vehicle-to-grid).

Vehicle-to-grid (V2G, of voertuig-naar-net) is een systeem waarmee de accu van een elektrisch voertuig energie kan terugleveren aan het elektriciteitsnet. Andere toepassingen kunnen ook bestaan uit het terugleveren aan een stroompunt, woning, of een ander voertuig.

## Beschrijving

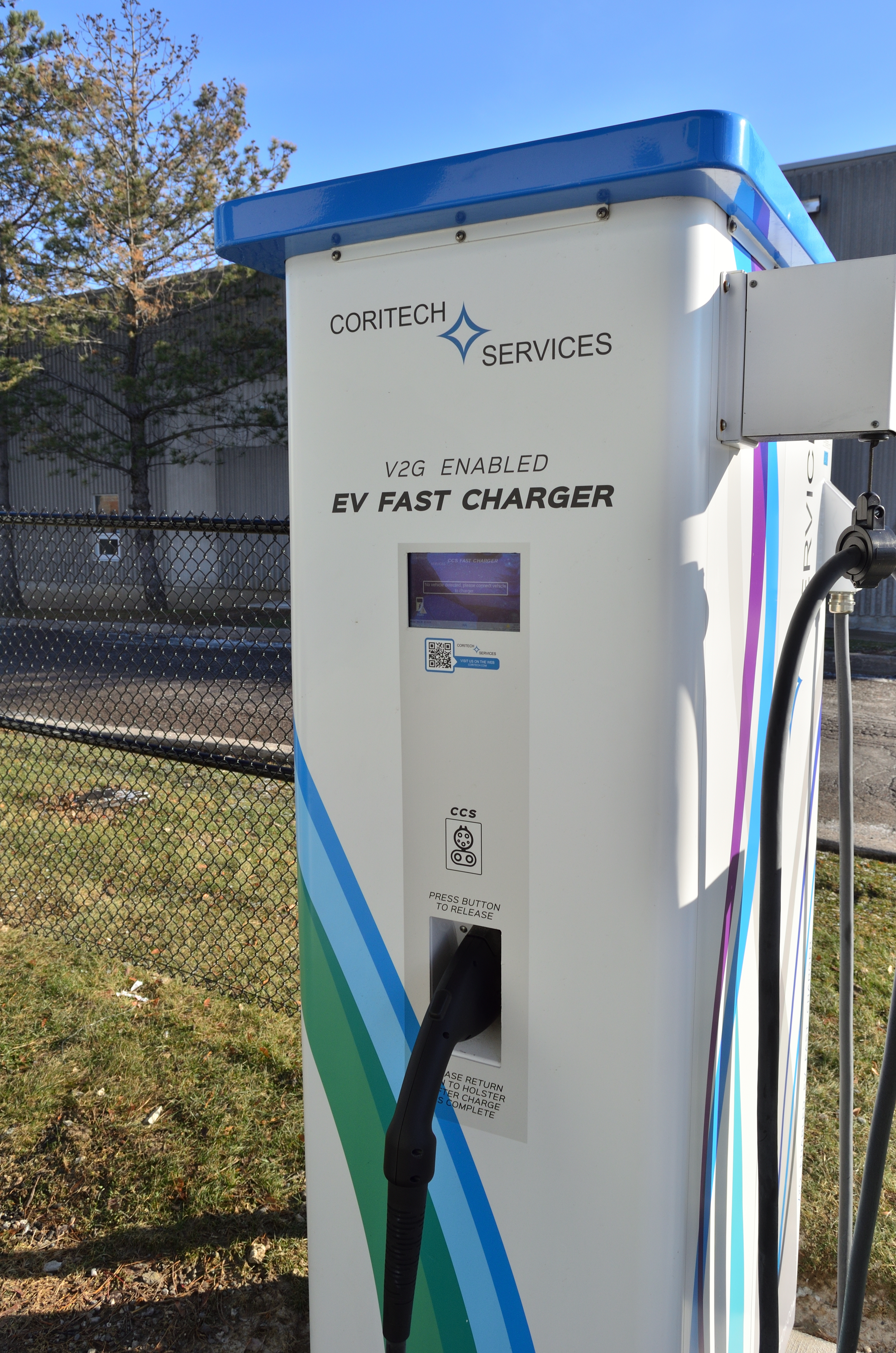
Een bi-directionele laadpaal die de energie van een elektrische auto ook kan terugleveren.

Aanvankelijk startte de technologie begin jaren 90 als een verbinding tussen twee elektrische auto's (V2V). Vehicle-to-grid kan een middel zijn om ongebruikte energie die is opgeslagen in de batterijcellen van elektrische voertuigen te gebruiken tijdens piekuren, en zo hiermee het elektriciteitsnetwerk te ontlasten. Met de verwachting dat er in 2030 wereldwijd ongeveer 200 miljoen elektrische voertuigen zijn, en deze opgeslagen energie kan worden teruggeleverd aan het net, kunnen hierdoor dure investeringen voor het bouwen van een elektriciteitsnetwerk worden vermeden.
Ook kan vehicle-to-load (V2L) een praktisch middel zijn om onderweg energie van de auto te gebruiken voor verlichting, op te koken, airconditioning, of een andere stroomverbruiker, en vehicle-to-vehicle (V2V) om een tweede elektrisch voertuig weer op te laden.
Als nadeel van de technologie wordt de hogere slijtage van de batterijen genoemd. Daar de cellen van lithium-ion slechts een beperkt aantal keren opgeladen en ontladen kunnen worden, zal dit bijdragen aan een verkorte levensduur. Hoewel batterijcapaciteit een complex chemisch proces is, is uit meerdere studies gebleken dat een langzame ontlading slechts een geringe bijwerking heeft op de levensduur.
Vooralsnog ondersteunt niet elke elektrische auto V2G. Auto's die dit wel ondersteunen (per 2021) moeten een CHAdeMO-stekker met terugleverfunctie bevatten, zoals de Nissan Leaf, Mitsubishi Outlander PHEV, Toyota Prius Plug-In, Tesla Model S, Nissan e-NV200, Kia Soul EV, Citroën e-Berlingo en de Citroën C-Zero. Elektrische auto's met een CCS-stekker zullen ondersteuning voor V2G pas in 2025 krijgen.

## V2G-laadpaal
Een vehicle-to-grid- of V2G-laadpaal kan behalve de accu van het voertuig opladen ook elektriciteit terugleveren aan het elektriciteitsnetwerk. Overdag slaat een V2G-laadpaal lokale zonne-energie op in elektrische deelauto’s, op een geschikt moment wordt het energieoverschot teruggeleverd aan het net.

## Specifieke situaties
Deze situaties en hun toepassing worden als volgt beschreven:
| Term | Engelstalige uitleg     | Nederlandstalige uitleg | Beschrijving                                             |
| ---- | ----------------------- | ----------------------- | -------------------------------------------------------- |
| V2G  | Vehicle-to-grid         | Voertuig-naar-net       | voertuig levert energie terug aan het net                |
| V2L  | Vehicle-to-load         | Voertuig-naar-punt      | voertuig levert energie voor gebruik onderweg            |
| V2H  | Vehicle-to-home         | Voertuig-naar-woning    | voertuig levert energie aan de huisinstallatie           |
| VGI  | Vehicle-grid-integratie | Voertuig-netintegratie  | voertuig laadt of levert energie aan een huisinstallatie |
| V2V  | Vehicle-to-vehicle      | Voertuig-naar-voertuig  | voertuig levert energie aan een ander voertuig           |
| V2X  | Vehicle-to-everything   | Voertuig-naar-alles     | verzamelnaam voor de eerdere mogelijkheden               |

## Onderzoek naar V2G
Onderzoekers van de TU Delft deden in 2016 onderzoek naar V2G-technologie met waterstofauto's. Zowel experimenteel werk met V2G brandstofcelauto's als techno-economische scenariostudies voor 100% hernieuwbare geïntegreerde energie- en transportsystemen werden uitgevoerd, waarbij waterstof en elektriciteit als energiedragers werden gebruikt. Er werd een Hyundai ix35 FCEV aangepast om tot 10 kW gelijkstroom te leveren, terwijl het voertuig rijklaar bleef. Er werd een V2G-eenheid ontwikkeld die de gelijkstroom van het voertuig omzet in driefasige wisselstroom en deze in het net injecteert. Vervolgens testte een andere partik of deze brandstofcelauto's frequentiereserves konden bieden.